# Palacio de los Íñiguez-Abarca
El palacio de los Íñiguez-Abarca o palacio de Guenduláin es un palacio renacentista situado en la calle Mayor de la localidad navarra de Sangüesa (España).
En la planta baja cuenta con una portada adintelada, sobre la que aparece el año 1601. La primera planta, de ladrillo, cuenta con dos balcones con barandillas abalaustradas de hierro. En el segundo piso hay una galería de arcos de medio punto. En la parte superior hay un alero de madera con adornos.
El edificio fue comprado por unos promotores navarros para la construcción de un hotel de cuatro estrellas.
Se trata de uno de los bienes asociados al Camino de Santiago que España mandó a la Unesco en su dossier «Inventario Retrospectivo - Elementos Asociados» (Retrospective Inventory - Associated Components).